# 로스앤젤레스 교통국

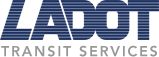

로스앤젤레스 교통국(Los Angeles Department of Transportation, LADOT)은 미국 로스앤젤레스의 교통 시스템을 관리하는 로스앤젤레스 시정(市政)의 한 부서이다.